# NIFL Premiership 2013/14
Het NIFL Premiership 2013/14 (vanwege sponsorbelangen ook Danske Bank Premiership) was het 113de seizoen van het Noord-Ierse nationale voetbalkampioenschap. Voor het eerst in haar bestaan werd de competitie niet langer georganiseerd door de Noord-Ierse voetbalbond (IFA), maar door de Northern Ireland Football League (NIFL). Cliftonville FC trad dit seizoen aan als regerend landskampioen.

## Eindstand
| №  | Club                     | WG | W  | G  | V  | DV | DT | +/– | Punten |
| -- | ------------------------ | -- | -- | -- | -- | -- | -- | --- | ------ |
| 1  | Cliftonville FC          | 38 | 26 | 7  | 5  | 88 | 39 | +49 | 85     |
| 2  | Linfield FC              | 38 | 24 | 7  | 7  | 81 | 46 | +35 | 79     |
| 3  | Crusaders FC             | 38 | 18 | 12 | 8  | 67 | 42 | +25 | 66     |
| 4  | Portadown FC             | 38 | 18 | 8  | 12 | 77 | 53 | +24 | 62     |
| 5  | Glentoran FC             | 38 | 16 | 11 | 11 | 54 | 42 | +12 | 59     |
| 6  | Glenavon FC              | 38 | 15 | 6  | 17 | 75 | 79 | -4  | 51     |
| 7  | Ballymena United         | 38 | 13 | 8  | 17 | 48 | 59 | -11 | 47     |
| 8  | Dungannon Swifts         | 38 | 12 | 8  | 18 | 49 | 66 | -17 | 44     |
| 9  | Coleraine FC             | 38 | 10 | 12 | 16 | 51 | 61 | -10 | 42     |
| 10 | Ballinamallard United FC | 38 | 10 | 9  | 19 | 35 | 70 | -35 | 39     |
| 11 | Warrenpoint Town FC      | 38 | 10 | 6  | 22 | 43 | 72 | -29 | 36     |
| 12 | Ards FC                  | 38 | 6  | 6  | 26 | 44 | 83 | -39 | 24     |

|  | Kwalificatie voor de eerste voorronde van de Champions League            |
|  | Kwalificatie voor de eerste voorronde van de Europa League               |
|  | Bekerwinnaar. Kwalificatie voor de eerste voorronde van de Europa League |
|  | Play-off                                                                 |
|  | Degradatie naar NIFL Championship                                        |

## Play-offs promotie/degradatie
Warrenpoint Town FC hoefde geen play-off te spelen omdat Bangor FC, de nummer twee van de NIFL Championship 1, geen licentie had om op het hoogste niveau uit te komen.
Nationale competities:
Albanië · Andorra · Armenië · België · Bosnië en Herzegovina · Bulgarije · Cyprus · Denemarken · Duitsland · Engeland · Estland ('13 '14) · Faeröer ('13 '14) · Finland ('13 '14) · Frankrijk · Gibraltar · Griekenland · Hongarije · IJsland ('13 '14) · Ierland ('13 '14) · Israël · Italië · Kazachstan ('13 '14) · Kroatië · Letland ('13 '14) · Litouwen ('13 '14) · Luxemburg · Macedonië · Malta · Moldavië · Montenegro · Nederland · Noord-Ierland · Noorwegen ('13 '14) · Oekraïne · Oostenrijk · Polen · Portugal · Roemenië · Rusland · San Marino · Schotland · Servië · Slovenië · Slowakije · Spanje · Tsjechië · Turkije · Wales · Zweden · Zwitserland
Europese competities: Super Cup 2014 · Champions League · Europa League